# Litsepe Marabe
Litšepe Leonty Marabe (sinh ngày 20 tháng 2 năm 1992) là một cầu thủ bóng đá người Lesotho thi đấu cho Matlama ở vị trí tiền vệ. Anh thi đấu cho đội tuyển quốc gia Lesotho tại Vòng loại giải vô địch bóng đá thế giới 2014.